# Xavier-Laurent Petit
Pour les articles homonymes, voir Petit.
 (mai 2020).
Si vous disposez d'ouvrages ou d'articles de référence ou si vous connaissez des sites web de qualité traitant du thème abordé ici, merci de compléter l'article en donnant les références utiles à sa vérifiabilité et en les liant à la section « Notes et références ».
Xavier-Laurent Petit, né le 17 novembre 1956 à Paris, est un écrivain français, auteur de littérature jeunesse.

## Biographie
Après des études secondaires au lycée Saint-Louis-de-Gonzague, Xavier-Laurent Petit suit des études de philosophie. Il devient par la suite instituteur, comme sa femme Marie, puis écrivain.
Ses premières publications sont des romans de science fiction pour la jeunesse,.
Il a obtenu plusieurs prix, dont plusieurs prix Sorcières ou le prix Goya du premier roman (Découverte) en 1998 pour Le Monde d'en haut.

## Publications
- Le Crime des Marots, Critérion, 1994
- Passage de la Main d’Or, Critérion, 1995
- L’Année de la baleine, Littéra, 1995 Prix Prométhée 1996.
- Le Jour où maman a disparu, 1995
- Colorbelle-ébène, L'École des loisirs ; Mouche, 1996 Prix Sorcières 1996.
- L'Oasis, L'École des loisirs ; Médium, 1997 Prix du roman historique jeunesse 1998.
Prix Tatoulu 1998[2].
- Le Monde d'en haut, Casterman ; 10 & plus, 1998 Prix Goya du premier roman Découverte 1998.
- Lit de fer, 1998
- Piège dans les Rocheuses, Flammarion ; Castor Poche, 1999
- Fils de guerre, L’École des loisirs ; Médium, 1999 Prix de l'Assemblée nationale 2000.
Prix du roman historique jeunesse 2001[1].
- L'Autre Côté du mur, Bordas ; Grindelire[3], 2000
- Belle Neigeuse, Bordas ; Grindelire[3], 2000
- L'Homme du jardin, L’École des loisirs ; Médium, 2001 Prix du roman policier jeunesse 2001.
Prix Ado 2003[4].
- Paroles de citoyens, coédition DRAC Pas-de-Calais et ville de Méricourt, 2001
- Miée, L’École des loisirs ; Médium, 2002
- 153 jours en hiver, Flammarion ; Castor-Poche, 2002 Prix Saint-Exupéry 2003.
Prix Chronos (Suisse) 2003.
- Les Yeux de Rose Andersen, L’École des loisirs ; Médium, 2003
- Le Col des Mille Larmes, Flammarion, 2004 Prix Amerigo-Vespucci Jeunesse 2005.
- Charlemagne, L’École des loisirs ; Médium documents/Belles vies, 2005
- Mæstro, L’École des loisirs ; Médium, 2005 Prix des lycéens allemands 2006-2007.
- Marie Curie, L’École des loisirs ; Médium documents/Belles vies, 2005
- Be safe, L’École des loisirs ; Médium, 2007 Prix NRP de littérature jeunesse 2007.
Prix du Roman historique jeunesse 2008.
Prix Sorcières 2009.
Prix Sésame 2009.
- Il va y avoir du sport mais moi je reste tranquille, L’École des loisirs ; Médium, 2008
- La Route du nord, 2008
- L'Attrape-rêves, L’École des loisirs ; Médium, 2009 Prix Sésame 2011.
- Mon petit cœur imbécile, L’École des loisirs ; Neuf, 2009 Prix Amerigo-Vespucci Jeunesse 2010.
Prix Marguerite-Audoux des collèges 2011.
- Itawapa, L'École des loisirs, 2013
- Un monde sauvage, L'École des loisirs, 2015 Prix du roman contemporain 2016.
- Le Fils de l'Ursari[5], École des Loisirs, 2016 Prix Sorcières 2017[6].
Grand prix SGDL du livre Jeunesse 2017[7].

Adapté en bande dessinée (scénario et dessin) par Cyrille Pomès d'après le roman ; mise en couleurs de Isabelle Merlet, Rue de Sèvres, 2019.
- Les Loups du clair de lune, illustrations de Amandine Delaunay, L'École des loisirs, 2019 Prix Libbylit (Belgique) 2019[9] délivré par l'IBBY, catégorie Roman junior.
- Alain l'alien, Montpellier, Benjamins media, 2019 Coup de cœur Jeune Public printemps 2019 de l'académie Charles-Cros[10].
- Mission Mammouth, L'École des loisirs, 2020